# George Eden, 1. hrabě z Aucklandu
George Eden, 1. hrabě z Aucklandu (George Eden, 1st Earl of Auckland, 2nd Baron Auckland, 1st Baron Eden of Norwood) (25. srpna 1784, Londýn, Anglie – 1. ledna 1849, The Grange, Anglie) byl britský státník. Politicky náležel k whigům a zastával funkce v britských vládách, byl ministrem obchodu a třikrát ministrem námořnictva. Byl též generálním guvernérem v Indii a v roce 1839 byl povýšen na hraběte z Aucklandu. Na jeho počest bylo pojmenováno největší novozélandské město Auckland, jeho jméno nese i vyhaslá sopka Mount Eden na předměstí Aucklandu.

## Politická kariéra

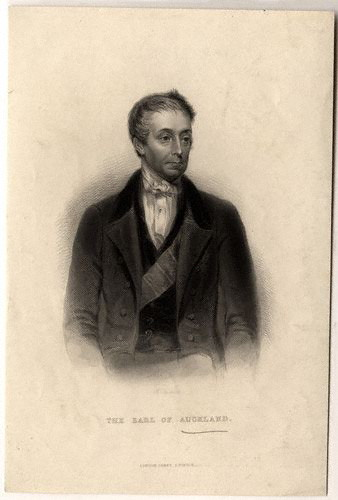
Portrét z poloviny 19. století (sbírky Národní portrétní galerie v Londýně

Pocházel z venkovské šlechty, narodil se do početné rodiny diplomata a státníka 1. barona z Aucklandu jako šesté ze čtrnácti dětí, po matce Eleanor Elliot (1758–1818) byl synovcem indického generálního guvernéra 1. hraběte z Minto. Studoval v Etonu a v Oxfordu, od roku 1809 působil jako právník. V letech 1810–1814 byl členem Dolní sněmovny (poslanecký mandát převzal po smrti svého staršího bratra Williama, který se v roce 1810 utopil v Temži). Zároveň zastával nižší funkce na ministerstvu financí. V roce 1814 po otci zdědil titul barona a vstoupil do Sněmovny lordů, zároveň po otci převzal post auditora špitálu v Greenwichi (1814–1829).
Jako stoupenec whigů se k vyšším funkcím dostal až po dlouholeté vládě toryů. V letech 1830–1834 byl prezidentem úřadu pro obchod a nejvyšším mincmistrem, od roku 1830 zároveň člen Tajné rady. V krátkých obdobích několika měsíců byl v letech 1834 a 1835 prvním lordem admirality. V roce 1835 po něm post prvního lorda admirality převzal jeho bratranec 2. hrabě z Minto. V letech 1836–1842 byl generálním guvernérem v Indii, kde se zpočátku snažil o rozvoj školství a obchodu. V roce 1838 vyvolal válku s Afghánistánem, která byla zpočátku úspěšná a Britové obsadili Kábul. Na základě toho byl George Eden v roce 1839 povýšen na hraběte z Aucklandu. Na přelomu let 1841–1842 došlo k povstání Afghánců a nucenému odchodu britských vojsk z Afghánistánu. Poté byl Auckland v únoru 1842 odvolán z funkce generálního guvernéra a vrátil se do Anglie. Později se znovu dostal do vlády opět ve funkci prvního lorda admirality (1846–1849). Ve funkci tajemníka prvního lorda admirality se tehdy vystřídali jeho bratranci, admirálové Henry Eden (1797–1888) a Sir Charles Eden (1808–1878). Zemřel ve funkci na Nový rok 1849 a post po něm převzal Sir Francis Baring z významné bankéřské rodiny.
Zemřel bez potomstva a titul hraběte z Aucklandu jeho smrtí zanikl, na mladšího bratra Roberta Johna Edena (1799–1870), biskupa v Bathu a Wellsu, přešel jen titul barona. V jeho potomstvu existuje titul barona z Aucklandu dodnes. Současným představitelem rodu je Robert Eden, 10. baron z Aucklandu (*1962).